# Roberto Chiappa
Roberto Chiappa (Terni, 11 de septiembre de 1973) es un deportista italiano que compitió en ciclismo en la modalidad de pista, especialista en la prueba de tándem.
Ganó dos medallas en el Campeonato Mundial de Ciclismo en Pista, oro en 1993 y bronce en 1994, y una medalla de bronce en el Campeonato Europeo de Ómnium de 1999.
Participó en cuatro Juegos Olímpicos de Verano, entre los años 1992 y 2008, ocupando el cuarto lugar en Barcelona 1992, en la prueba de velocidad individual, y el décimo lugar en Pekín 2008, en la misma disciplina.

## Medallero internacional
| Campeonato Mundial | Campeonato Mundial | Campeonato Mundial | Campeonato Mundial |
| Año                | Lugar              | Medalla            | Competición        |
| ------------------ | ------------------ | ------------------ | ------------------ |
| 1993               | Hamar (Noruega)    | Medalla de oro     | Tándem             |
| 1994               | Palermo (Italia)   | Medalla de bronce  | Tándem             |
| Campeonato Europeo |                    |                    |                    |
| Año                | Lugar              | Medalla            | Competición        |
| 1999               | Dalmine (Italia)   | Medalla de bronce  | Ómnium esprint     |

1. ↑  Campeonato Europeo realizado sólo para la disciplina de ómnium.
2. ↑  Variedad de ómnium que incluía cuatro pruebas de esprint: 200 m vuelta lanzada, keirin, eliminación y velocidad individual.